# Кончшелл-Кі
Кончше́лл-Кі (англ. Conchshell Cay) — рівнинний острів в складі Багамських островів. В адміністративному плані належить до району Гранд-Кі.
Острів розташований на півночі архіпелагу Абако за 450 м на південний захід від острова Гранд-Кі. Острів рівнинний, видовжений. Має довжину 1,1 км, ширину до 120 м.
| Багамські Острови | Це незавершена стаття з географії Багамських Островів. Ви можете допомогти проєкту, виправивши або дописавши її. |